# Fritch
Fritch és una ciutat a l'estat de Texas. Segons el cens del 2000 tenia 2.235 habitants.

## Demografia
Segons el cens del 2000, Fritch tenia 2.235 habitants, 886 habitatges, i 679 famílies. La densitat de població era de 713,2 habitants per km².
Dels 886 habitatges en un 34,7% hi vivien nens de menys de 18 anys, en un 66,3% hi vivien parelles casades, en un 8,1% dones solteres, i en un 23,3% no eren unitats familiars. En el 21,6% dels habitatges hi vivien persones soles l'11,7% de les quals corresponia a persones de 65 anys o més que vivien soles. El nombre mitjà de persones vivint en cada habitatge era de 2,52 i el nombre mitjà de persones que vivien en cada família era de 2,93.
Per edats la població es repartia de la següent manera: un 26,4% tenia menys de 18 anys, un 7,5% entre 18 i 24, un 25,8% entre 25 i 44, un 24% de 45 a 60 i un 16,4% 65 anys o més.
L'edat mediana era de 39 anys. Per cada 100 dones de 18 o més anys hi havia 93,6 homes.
La renda mediana per habitatge era de 42.098 $ i la renda mediana per família de 46.600 $. Els homes tenien una renda mediana de 41.134 $ mentre que les dones 21.860 $. La renda per capita de la població era de 17.745 $. Cap de les famílies estaven per davall del llindar de pobresa.

## Poblacions properes
El següent diagrama mostra les poblacions més properes.